# 塞甸尼内尼国家公园保留地
塞甸尼内尼国家公园保留地（Thaidene Nëné National Park Reserve）是加拿大西北地区的一个国家公园保留地，位于北斯拉维区的北方针叶林区域北边，大奴湖的东北部。该国家公园保留地由一个受加拿大公园局管理的国家公园和一个受西北地区政府管理的保护区域组成。公园保留地名称来源于居住在该地区的原住民甸尼人讲的奇佩瓦语，意思是我们祖先的土地。
根据加拿大政府和原住民达成的协议，公园保留地内禁止采矿，采油和采气等活动。公园周边一部份矿产储存丰富的地方被排除在公园之外，工业或商业活动可能会在这些被排除在外的地方继续进行。在成立国家公园保留地后，钻石和铀矿开采活动将不能扩张到公园保留内，生活在公园保留地的驯鹿和其它毛皮动物将得到保护。公园的地理特色为红色花岗岩断崖，成列的半岛，峡谷，瀑布，以及明显的北方针叶林和北极苔原的过渡地带。